# Камп (тауншип, Миннесота)
Камп (англ. Camp) — тауншип в округе Ренвилл, Миннесота, США. На 2000 год его население составило 207 человек.

## География
По данным Бюро переписи населения США площадь тауншипа составляет 73,9 км², из которых 73,8 км² занимает суша, а 0,1 км² — вода (0,14 %).

## Демография
По данным переписи населения 2000 года здесь находились 207 человек, 91 домохозяйство и 54 семьи.  Плотность населения —  2,8 чел./км².  На территории тауншипа расположено 96 построек со средней плотностью 1,3 построек на один квадратный километр. Расовый состав населения: 98,07 % белых, 0,48 % c Тихоокеанских островов и 1,45 % приходится на две или более других рас.
Из 91 домохозяйства в 26,4 % воспитывались дети до 18 лет, в 53,8 % проживали супружеские пары, в 2,2 % проживали незамужние женщины и в 39,6 % домохозяйств проживали несемейные люди. 34,1 % домохозяйств состояли из одного человека, при том 17,6 % из — одиноких пожилых людей старше 65 лет. Средний размер домохозяйства — 2,27, а семьи — 2,96 человека.
23,7 % населения — младше 18 лет, 4,3 % — в возрасте от 18 до 24 лет, 29,0 % — от 25 до 44, 24,2 % — от 45 до 64, и 18,8 % — старше 65 лет. Средний возраст — 42 года. На каждые 100 женщин приходилось 113,4 мужчин.  На каждые 100 женщин старше 18 приходилось 129,0 мужчин.
Средний годовой доход домохозяйства составлял 32 500 долларов, а средний годовой доход семьи —  37 813 долларов. Средний доход мужчин —  27 344  доллара, в то время как у женщин — 26 250. Доход на душу населения составил 15 422 доллара. За чертой бедности не находилась ни одна семья и 3,4 % всего населения тауншипа.